# Campionati mondiali di canoa/kayak 1974
Gli 11esimi Campionati mondiali di canoa/kayak si sono svolti a Città del Messico (Messico) nel 1974.

## Medagliere
| Pos. | Paese            | Oro | Argento | Bronzo | Totale |
| ---- | ---------------- | --- | ------- | ------ | ------ |
| 1    | Unione Sovietica | 5   | 7       | 1      | 13     |
| 2    | Germania Est     | 4   | 2       | 2      | 8      |
| 3    | Ungheria         | 3   | 4       | 3      | 10     |
| 4    | Romania          | 3   | 2       | 6      | 11     |
| 5    | Polonia          | 1   | 2       | 3      | 6      |
| 6    | Italia           | 1   | 0       | 1      | 2      |
| 7    | Norvegia         | 1   | 0       | 0      | 1      |
| 8    | Belgio           | 0   | 1       | 0      | 1      |
| 9    | Cecoslovacchia   | 0   | 0       | 1      | 1      |
| 9    | Francia          | 0   | 0       | 1      | 1      |

## Medaglie Canoa

### C1 500m
| Posizione | Atleta          | Paese            | Tempo |
| --------- | --------------- | ---------------- | ----- |
|           | Serhei Petrenko | Unione Sovietica |       |
|           | Klaus Zeisler   | Germania Est     |       |
|           | Ivan Patzaichin | Romania          |       |

### C1 1000m
| Posizione | Atleta          | Paese            | Tempo |
| --------- | --------------- | ---------------- | ----- |
|           | Vasyl Yurchenko | Unione Sovietica |       |
|           | Klaus Zesler    | Germania Est     |       |
|           | Ivan Patzaichin | Romania          |       |

### C1 10000m
| Posizione | Atleta          | Paese            | Tempo |
| --------- | --------------- | ---------------- | ----- |
|           | Tamás Wichmann  | Ungheria         |       |
|           | Vasyl Yurchenko | Unione Sovietica |       |
|           | Ivan Patzaichin | Romania          |       |

### C2 500m
| Posizione | Atleta                              | Paese            | Tempo |
| --------- | ----------------------------------- | ---------------- | ----- |
|           | Yuri Lobanov Aleksandr Vinogradov   | Unione Sovietica |       |
|           | Gheorghe Danielov Gheorghe Simionov | Romania          |       |
|           | Jiri Ctvrtecka Tomas Sach           | Cecoslovacchia   |       |

### C2 1000m
| Posizione | Atleta                           | Paese            | Tempo |
| --------- | -------------------------------- | ---------------- | ----- |
|           | Mihai Lobanov Vladas Cheiunas    | Unione Sovietica |       |
|           | Andrzej Gronowicz Jerzy Opara    | Polonia          |       |
|           | Serghei Vasile Gherasin Munteanu | Romania          |       |

### C2 10000m
| Posizione | Atleta                        | Paese            | Tempo |
| --------- | ----------------------------- | ---------------- | ----- |
|           | Mihai Lobanov Vladas Cheiunas | Unione Sovietica |       |
|           | Tamás Buday Gabor Haraszti    | Ungheria         |       |
|           | Alain Acart Jean-Paul Cezard  | Francia          |       |

## Medaglie Kayak

### K1 500m
| Posizione | Atleta               | Paese    | Tempo |
| --------- | -------------------- | -------- | ----- |
|           | Vasile Dîba          | Romania  |       |
|           | Géza Csapó           | Ungheria |       |
|           | Grzegorz Sledziewski | Polonia  |       |

| Posizione | Atleta      | Paese            | Tempo |
| --------- | ----------- | ---------------- | ----- |
|           | Anke Ohde   | Germania Est     |       |
|           | Nina Gopova | Unione Sovietica |       |
|           | Maria Cosma | Romania          |       |

### K1 4x500m
| Posizione | Atleta                                                                  | Paese            | Tempo |
| --------- | ----------------------------------------------------------------------- | ---------------- | ----- |
|           | Vasile Dîba Erast Pavel Atanase Sciotnic Mihai Zafiu                    | Romania          |       |
|           | Nikolai Ostapkovich Serhei Chukhray Anatoli Kobrisev Vitali Trukshin    | Unione Sovietica |       |
|           | Kazimierz Gorecki Andrzej Matysiak Ryszard Oborski Grzegorz Sledziewski | Polonia          |       |

### K1 1000m
| Posizione | Atleta               | Paese    | Tempo |
| --------- | -------------------- | -------- | ----- |
|           | Géza Csapó           | Ungheria |       |
|           | Grzegorz Sledziewski | Polonia  |       |
|           | Oreste Perri         | Italia   |       |

### K1 10000m
| Posizione | Atleta              | Paese            | Tempo |
| --------- | ------------------- | ---------------- | ----- |
|           | Oreste Perri        | Italia           |       |
|           | Oleksandr Šaparenko | Unione Sovietica |       |
|           | Peter Volgyi        | Ungheria         |       |

### K2 500m
| Posizione | Atleta                               | Paese        | Tempo |
| --------- | ------------------------------------ | ------------ | ----- |
|           | Ryszard Oborski Grzegorz Sledziewski | Polonia      |       |
|           | József Deme János Rátkai             | Ungheria     |       |
|           | Ulrich Hellige Herbert Laabs         | Germania Est |       |

| Posizione | Atleta                            | Paese        | Tempo |
| --------- | --------------------------------- | ------------ | ----- |
|           | Bärbel Köster Anke Ohde           | Germania Est |       |
|           | Victoria Dumitru Maria Nichiforov | Romania      |       |
|           | Ilona Tozser Mária Zakariás       | Ungheria     |       |

### K2 1000m
| Posizione | Atleta                            | Paese            | Tempo |
| --------- | --------------------------------- | ---------------- | ----- |
|           | Zoltán Bakó István Szabó          | Ungheria         |       |
|           | Mihail Afanasiev Vladimir Kozubin | Unione Sovietica |       |
|           | Rüdiger Helm Volkmar Thiede       | Germania Est     |       |

### K2 10000m
| Posizione | Atleta                                 | Paese            | Tempo |
| --------- | -------------------------------------- | ---------------- | ----- |
|           | Ion Terente Antrop Varabiov            | Romania          |       |
|           | Jos Broeckx Paul Stinckens             | Belgio           |       |
|           | Viacheslav Kononov Konstantin Kostenko | Unione Sovietica |       |

### K4 500m
| Posizione | Atleta                                                       | Paese            | Tempo |
| --------- | ------------------------------------------------------------ | ---------------- | ----- |
|           | Bärbel Köster Ilse Kaschube Anke Ohde Carola Zirzow          | Germania Est     |       |
|           | Nina Gopova Galina Kreft Larissa Kabakova Tatiana Korshunova | Unione Sovietica |       |
|           | Maria Cosma Victoria Dumitru Maria Nichiforov Agafia Orlov   | Romania          |       |

### K4 1000m
| Posizione | Atleta                                                                   | Paese            | Tempo |
| --------- | ------------------------------------------------------------------------ | ---------------- | ----- |
|           | Bernd Duvigneau Ulrich Hellige Herbert Laabs Jürgen Lehnert              | Germania Est     |       |
|           | Nikolai Astapkovich Alexander Degtiarev Yuri Filatov Aleksander Kuprikov | Unione Sovietica |       |
|           | Csaba Giczi Csongor Vargha József Deme János Rátkai                      | Ungheria         |       |

### K4 10000m
| Posizione | Atleta                                                              | Paese    | Tempo |
| --------- | ------------------------------------------------------------------- | -------- | ----- |
|           | Leonid Derevianko Nikolaj Gorbačëv Anatoliy Shariukhin Peter Shurga | Norvegia |       |
|           | Csaba Giczi Zoltan Romhanyi István Szabó Csongor Vargha             | Ungheria |       |
|           | Kazimierz Gorecki Grzegorz Koltan Andrzej Matyziak Ryszard Oborski  | Polonia  |       |